# Stazione di Ōtori
La stazione di Ōtori (鳳駅?, Ōtori-eki) è una stazione ferroviaria del quartiere di Nishi-ku a Sakai città della prefettura di Osaka in Giappone. La stazione è gestita dalla JR West e serve la linea Hanwa e la sua diramazione di per Higashi-Hagoromo.

## Linee
JR West
■ Linea Hanwa
■ Diramazione Hagoromo

## Struttura
La stazione è costituita da due marciapiedi a isola centrale e uno laterale con 5 binari in superficie.
| 1-2 | ■ Linea Hanwa    | per Kumatori, Kansai Aeroporto e Wakayama |
| 3-4 | ■ Linea Hanwa    | per Tennōji e Osaka                       |
| 5   | ■ Linea Hagoromo | per Higashi-Hagoromo                      |

## Stazioni adiacenti
| ≪              | Servizio                                                   | ≫                |
| Linea Hanwa    | Linea Hanwa                                                | Linea Hanwa      |
| -------------- | ---------------------------------------------------------- | ---------------- |
| Tsukuno        | Locale                                                     | Tonoki           |
| Mikunigaoka    | Rapido Regionale                                           | Tonoki           |
| Tsukuno        | Rapido Kankū Rapido Kishūji Rapido Rapido diretto Rapido B | Izumi-Fuchū      |
| Linea Hagoromo |                                                            |                  |
| Capolinea      | Locale                                                     | Higashi-Hagoromo |